# 애널 비즈

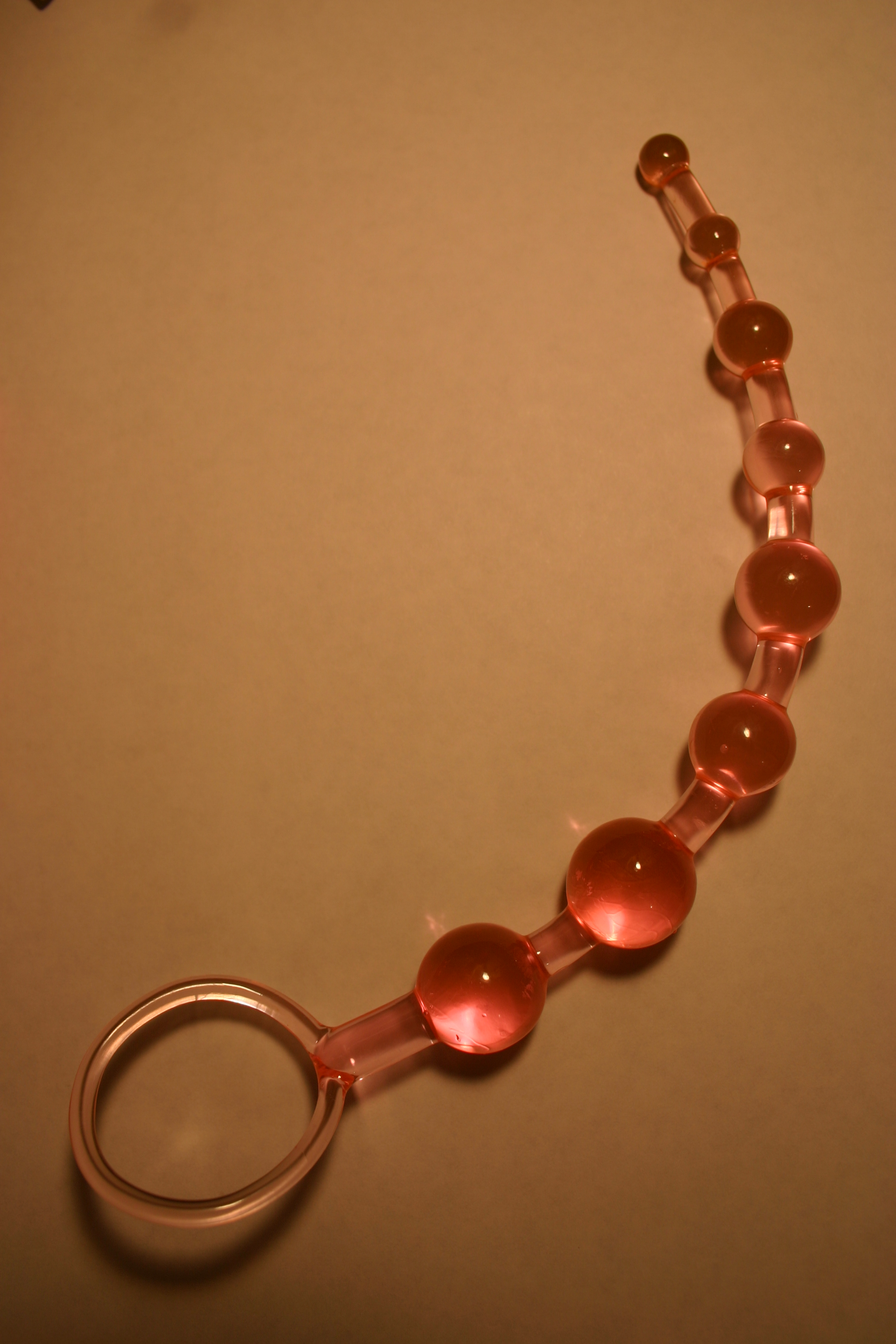
애널 비즈

애널 비즈(영어: Anal beads)는 여러 구슬을 하나에 연결한 모양의 성 도구이다. 항문에서 직장에 끼우고 속도를 변화시켜 사용한다. 구슬을 항문에 있는 좁은 괄약근을 통과시킴으로써 쾌감을 얻는 사람도 있다. 항문 뿐만 아니라 요도에 넣는 기구도 있다.

## 같이 보기
- 인 구슬
- 버트 플러그
- 페깅